# Marian Haniewski
Marian Haniewski (ur. 9 lutego 1918 w Łanczynie, zm. 25 października 1992 w Warszawie) – oficer II RP, pułkownik Sił Zbrojnych Polskiej Rzeczypospolitej Ludowej, wieloletni dowódca  Centralnego Stanowiska Dowodzenia Dowódcy Wojsk Obrony Powietrznej Kraju (1963–1977).

## Życiorys
Uczył się w Szkole Podstawowej i w Gimnazjum w Kołomyi i Instytucie Pedagogicznym w Stanisławowie. Przed drugą wojną światową ukończył Kurs Podchorążych Rezerwy przy 48 pułku piechoty Strzelców Kresowych w Stanisławowie, Szkołę Oficerską Piechoty w miejscowości Ostrów Mazowiecka.  We wrześniu 1939 roku, już w stopniu podporucznika, uczestniczył w wojnie obronnej. Dowodził plutonem 179 pułku piechoty 50 Dywizji Piechoty w działaniach Samodzielnej Grupy Operacyjnej „Polesie” dowodzonej przez gen. Franciszka Kleeberga. 2–5 października SGO „Polesie” stoczyła bitwę pod Kockiem z niemieckim 14 Korpusem Zmotoryzowanym. Bitwa zakończyła się sukcesem taktycznym strony polskiej, jednak wobec ciężkiej sytuacji w kraju i braku amunicji gen. Kleeberg podjął decyzję zaprzestania walki, 6 października 1939 roku oddziały polskie złożyły broń.
28 października 1944 r. Haniewski (na własną prośbę) został powołany w Przemyślu do czynnej służby w ludowym Wojsku Polskim. 31 grudnia 1944 mianowany do stopnia porucznika i wyznaczony na stanowisko dowódcy batalionu 25 pułku piechoty 10 Dywizji Piechoty 2 Armia Wojska Polskiego, z którym przeszedł szlak bojowy od Nysy do Sprewy. 30 kwietnia 1945 został ranny w nogę.
W ciągu niespełna 10 lat od zakończeniu działań wojennych awansował od stopnia kapitana do pułkownika i zajmował kolejno stanowiska:
- 1944–1947 – dowódca batalionu
- 1948–1949 – dowódca 38 pułku piechoty 11 Dywizji Piechoty (w stopniu podpułkownika)
- 1949–1951 – dowódca pułku 4 Dywizji Piechoty
- 1951–1954 – szef Wydziału Wyszkolenia Bojowego Dowództwa Okręgu Wojskowego nr 2
- 1954–1956 – starszy wykładowca Akademii Sztabu Generalnego WP
- 1956–1957 – starszy pomocnik szefa Oddziału Naukowego Akademii Sztabu Generalnego WP
- 1957–1961 – zastępca ds. liniowych dowódcy 1 Korpusu Obrony Przeciwlotniczej Obszaru Kraju,
- 1961–1963 – szef sztabu Centralnego Stanowiska Dowodzenia Dowódcy Wojsk Obrony Powietrznej Kraju
- 10 maja 1963 – 31 stycznia 1977 – dowódca Centralnego Stanowiska Dowodzenia Dowódcy Wojsk Obrony Powietrznej Kraju

W okresie od marca do listopada 1947 ukończył Kurs Dowódców Pułków przy Centrum Wyszkolenia Piechoty z oceną bardzo dobrą, a w latach 1954–1957 studia w Akademii Sztabu Generalnego WP.
Centralne Stanowisko Dowodzenia Dowódcy WOPK pod jego kierownictwem uzyskiwało wysokie oceny, a w latach 1972–1975 co roku zdobywało miano Przodującego Oddziału Wojska Polskiego, wyróżnienie Medalem Za Osiągnięcia w Służbie Wojskowej, a w roku 1974 – Medalem Za Wybitne Osiągnięcia w Służbie Wojskowej. W 1977 zakończył zawodową służbę wojskową i przeszedł w stan spoczynku.

## Odznaczenia i wyróżnienia
- Krzyż Kawalerski Orderu Odrodzenia Polski
- Order Krzyża Grunwaldu III klasy
- Złoty Krzyż Zasługi
- Srebrny Krzyż Zasługi
- Medal „Za udział w wojnie obronnej 1939”
- Medal 10-lecia Polski Ludowej
- Medal 30-lecia Polski Ludowej
- Medal Zwycięstwa i Wolności 1945
- Złoty Medal „Siły Zbrojne w Służbie Ojczyzny”
- Srebrny Medal „Siły Zbrojne w Służbie Ojczyzny”
- Brązowy Medal „Siły Zbrojne w Służbie Ojczyzny”
- Medal „Za udział w walkach o Berlin”
- Złoty Medal „Za zasługi dla obronności kraju”
- Srebrny Medal „Za zasługi dla obronności kraju”
- Brązowy Medal „Za zasługi dla obronności kraju”
- Złota odznaka honorowa „Za Zasługi dla Warszawy” (1972)[1]
- Order Wojny Ojczyźnianej (ZSRR)
- Wpis do Księgi Zasłużonych dla Wojsk OPK
- Honorowa odznaka Za Zasługi dla Związku Byłych Żołnierzy Zawodowych
- Dyplom i tytuł Honorowy Prezes Koła Związku Byłych Żołnierzy Zawodowych (przy CSD DWOPK)
- inne odznaczenia resortowe, regionalne i organizacyjne

## Źródła
- Biogram w Poczet dowódców 38 Pułku Piechoty